# Lista di asteroidi (96001-97000)
Di seguito una lista di asteroidi dal numero 96001 al 97000 con data di scoperta e scopritore.

## 96001-96100
| Nome           | Designazione provvisoria | Data di scoperta  | Scopritore                                             |
| -------------- | ------------------------ | ----------------- | ------------------------------------------------------ |
| 96001 -        | 2004 NY22                | 11 luglio 2004    | LINEAR                                                 |
| 96002 -        | 2004 ND23                | 11 luglio 2004    | NEAT                                                   |
| 96003 -        | 2004 NT24                | 15 luglio 2004    | LINEAR                                                 |
| 96004 -        | 2004 NH25                | 15 luglio 2004    | LINEAR                                                 |
| 96005 -        | 2004 NZ26                | 11 luglio 2004    | LINEAR                                                 |
| 96006 -        | 2004 NE27                | 11 luglio 2004    | LINEAR                                                 |
| 96007 -        | 2004 ON3                 | 16 luglio 2004    | LINEAR                                                 |
| 96008 -        | 2004 OA5                 | 16 luglio 2004    | LINEAR                                                 |
| 96009 -        | 2004 OB6                 | 18 luglio 2004    | J. Broughton                                           |
| 96010 -        | 2004 PY2                 | 3 agosto 2004     | SSS                                                    |
| 96011 -        | 2004 PD6                 | 6 agosto 2004     | NEAT                                                   |
| 96012 -        | 2004 PP6                 | 6 agosto 2004     | NEAT                                                   |
| 96013 -        | 2004 PB7                 | 6 agosto 2004     | NEAT                                                   |
| 96014 -        | 2004 PD7                 | 6 agosto 2004     | NEAT                                                   |
| 96015 -        | 2004 PO7                 | 6 agosto 2004     | NEAT                                                   |
| 96016 -        | 2004 PP7                 | 6 agosto 2004     | NEAT                                                   |
| 96017 -        | 2004 PA9                 | 6 agosto 2004     | NEAT                                                   |
| 96018 -        | 2004 PG9                 | 6 agosto 2004     | NEAT                                                   |
| 96019 -        | 2004 PK9                 | 6 agosto 2004     | NEAT                                                   |
| 96020 -        | 2004 PL9                 | 6 agosto 2004     | NEAT                                                   |
| 96021 -        | 2004 PD12                | 7 agosto 2004     | NEAT                                                   |
| 96022 -        | 2004 PZ13                | 7 agosto 2004     | NEAT                                                   |
| 96023 -        | 2004 PW17                | 8 agosto 2004     | LINEAR                                                 |
| 96024 -        | 2004 PD19                | 8 agosto 2004     | LONEOS                                                 |
| 96025 -        | 2004 PN19                | 8 agosto 2004     | LONEOS                                                 |
| 96026 -        | 2004 PO27                | 9 agosto 2004     | J. Broughton                                           |
| 96027 -        | 2004 PB29                | 6 agosto 2004     | NEAT                                                   |
| 96028 -        | 2004 PD30                | 8 agosto 2004     | CINEOS                                                 |
| 96029 -        | 2004 PK31                | 8 agosto 2004     | LINEAR                                                 |
| 96030 -        | 2004 PZ31                | 8 agosto 2004     | LINEAR                                                 |
| 96031 -        | 2004 PG33                | 8 agosto 2004     | LINEAR                                                 |
| 96032 -        | 2004 PN35                | 8 agosto 2004     | LONEOS                                                 |
| 96033 -        | 2004 PE36                | 9 agosto 2004     | CINEOS                                                 |
| 96034 -        | 2004 PW42                | 10 agosto 2004    | J. Broughton                                           |
| 96035 -        | 2004 PB54                | 8 agosto 2004     | LONEOS                                                 |
| 96036 -        | 2004 PP57                | 9 agosto 2004     | LINEAR                                                 |
| 96037 -        | 2004 PQ65                | 10 agosto 2004    | LONEOS                                                 |
| 96038 -        | 2004 PY67                | 6 agosto 2004     | NEAT                                                   |
| 96039 -        | 2004 PN79                | 9 agosto 2004     | LINEAR                                                 |
| 96040 -        | 2004 PO82                | 10 agosto 2004    | LINEAR                                                 |
| 96041 -        | 2004 PR90                | 10 agosto 2004    | LINEAR                                                 |
| 96042 -        | 2004 PZ90                | 10 agosto 2004    | LINEAR                                                 |
| 96043 -        | 2004 PC93                | 12 agosto 2004    | J. Broughton                                           |
| 96044 -        | 2004 PU95                | 13 agosto 2004    | J. Broughton                                           |
| 96045 -        | 2004 PX97                | 14 agosto 2004    | J. Broughton                                           |
| 96046 -        | 2004 PW99                | 11 agosto 2004    | LINEAR                                                 |
| 96047 -        | 2004 QW6                 | 21 agosto 2004    | J. Broughton                                           |
| 96048 -        | 2004 QU9                 | 21 agosto 2004    | SSS                                                    |
| 96049 -        | 2004 QF11                | 21 agosto 2004    | SSS                                                    |
| 96050 -        | 2004 QM14                | 21 agosto 2004    | CSS                                                    |
| 96051 -        | 2115 P-L                 | 24 settembre 1960 | C. J. van Houten, I. van Houten-Groeneveld, T. Gehrels |
| 96052 -        | 2134 P-L                 | 24 settembre 1960 | C. J. van Houten, I. van Houten-Groeneveld, T. Gehrels |
| 96053 -        | 2156 P-L                 | 24 settembre 1960 | C. J. van Houten, I. van Houten-Groeneveld, T. Gehrels |
| 96054 -        | 2189 P-L                 | 24 settembre 1960 | C. J. van Houten, I. van Houten-Groeneveld, T. Gehrels |
| 96055 -        | 2596 P-L                 | 24 settembre 1960 | C. J. van Houten, I. van Houten-Groeneveld, T. Gehrels |
| 96056 -        | 2704 P-L                 | 24 settembre 1960 | C. J. van Houten, I. van Houten-Groeneveld, T. Gehrels |
| 96057 -        | 2711 P-L                 | 24 settembre 1960 | C. J. van Houten, I. van Houten-Groeneveld, T. Gehrels |
| 96058 -        | 2831 P-L                 | 24 settembre 1960 | C. J. van Houten, I. van Houten-Groeneveld, T. Gehrels |
| 96059 -        | 3030 P-L                 | 24 settembre 1960 | C. J. van Houten, I. van Houten-Groeneveld, T. Gehrels |
| 96060 -        | 3103 P-L                 | 24 settembre 1960 | C. J. van Houten, I. van Houten-Groeneveld, T. Gehrels |
| 96061 -        | 4222 P-L                 | 24 settembre 1960 | C. J. van Houten, I. van Houten-Groeneveld, T. Gehrels |
| 96062 -        | 4558 P-L                 | 24 settembre 1960 | C. J. van Houten, I. van Houten-Groeneveld, T. Gehrels |
| 96063 -        | 4627 P-L                 | 24 settembre 1960 | C. J. van Houten, I. van Houten-Groeneveld, T. Gehrels |
| 96064 -        | 4772 P-L                 | 24 settembre 1960 | C. J. van Houten, I. van Houten-Groeneveld, T. Gehrels |
| 96065 -        | 4785 P-L                 | 24 settembre 1960 | C. J. van Houten, I. van Houten-Groeneveld, T. Gehrels |
| 96066 -        | 4799 P-L                 | 24 settembre 1960 | C. J. van Houten, I. van Houten-Groeneveld, T. Gehrels |
| 96067 -        | 4810 P-L                 | 24 settembre 1960 | C. J. van Houten, I. van Houten-Groeneveld, T. Gehrels |
| 96068 -        | 4819 P-L                 | 24 settembre 1960 | C. J. van Houten, I. van Houten-Groeneveld, T. Gehrels |
| 96069 -        | 6060 P-L                 | 24 settembre 1960 | C. J. van Houten, I. van Houten-Groeneveld, T. Gehrels |
| 96070 -        | 6078 P-L                 | 24 settembre 1960 | C. J. van Houten, I. van Houten-Groeneveld, T. Gehrels |
| 96071 -        | 6127 P-L                 | 25 settembre 1960 | C. J. van Houten, I. van Houten-Groeneveld, T. Gehrels |
| 96072 -        | 6222 P-L                 | 24 settembre 1960 | C. J. van Houten, I. van Houten-Groeneveld, T. Gehrels |
| 96073 -        | 6677 P-L                 | 24 settembre 1960 | C. J. van Houten, I. van Houten-Groeneveld, T. Gehrels |
| 96074 -        | 6709 P-L                 | 24 settembre 1960 | C. J. van Houten, I. van Houten-Groeneveld, T. Gehrels |
| 96075 -        | 6736 P-L                 | 24 settembre 1960 | C. J. van Houten, I. van Houten-Groeneveld, T. Gehrels |
| 96076 -        | 6825 P-L                 | 26 settembre 1960 | C. J. van Houten, I. van Houten-Groeneveld, T. Gehrels |
| 96077 -        | 6840 P-L                 | 24 settembre 1960 | C. J. van Houten, I. van Houten-Groeneveld, T. Gehrels |
| 96078 -        | 6857 P-L                 | 24 settembre 1960 | C. J. van Houten, I. van Houten-Groeneveld, T. Gehrels |
| 96079 -        | 7583 P-L                 | 22 ottobre 1960   | C. J. van Houten, I. van Houten-Groeneveld, T. Gehrels |
| 96080 -        | 7649 P-L                 | 27 settembre 1960 | C. J. van Houten, I. van Houten-Groeneveld, T. Gehrels |
| 96081 -        | 9079 P-L                 | 17 ottobre 1960   | C. J. van Houten, I. van Houten-Groeneveld, T. Gehrels |
| 96082 -        | 9606 P-L                 | 24 settembre 1960 | C. J. van Houten, I. van Houten-Groeneveld, T. Gehrels |
| 96083 -        | 1242 T-1                 | 25 marzo 1971     | C. J. van Houten, I. van Houten-Groeneveld, T. Gehrels |
| 96084 -        | 2225 T-1                 | 25 marzo 1971     | C. J. van Houten, I. van Houten-Groeneveld, T. Gehrels |
| 96085 -        | 2256 T-1                 | 25 marzo 1971     | C. J. van Houten, I. van Houten-Groeneveld, T. Gehrels |
| 96086 Toscanos | 1006 T-2                 | 29 settembre 1973 | C. J. van Houten, I. van Houten-Groeneveld, T. Gehrels |
| 96087 -        | 1035 T-2                 | 29 settembre 1973 | C. J. van Houten, I. van Houten-Groeneveld, T. Gehrels |
| 96088 -        | 1074 T-2                 | 29 settembre 1973 | C. J. van Houten, I. van Houten-Groeneveld, T. Gehrels |
| 96089 -        | 1127 T-2                 | 29 settembre 1973 | C. J. van Houten, I. van Houten-Groeneveld, T. Gehrels |
| 96090 -        | 1185 T-2                 | 29 settembre 1973 | C. J. van Houten, I. van Houten-Groeneveld, T. Gehrels |
| 96091 -        | 1267 T-2                 | 30 settembre 1973 | C. J. van Houten, I. van Houten-Groeneveld, T. Gehrels |
| 96092 -        | 2036 T-2                 | 29 settembre 1973 | C. J. van Houten, I. van Houten-Groeneveld, T. Gehrels |
| 96093 -        | 2063 T-2                 | 29 settembre 1973 | C. J. van Houten, I. van Houten-Groeneveld, T. Gehrels |
| 96094 -        | 2089 T-2                 | 29 settembre 1973 | C. J. van Houten, I. van Houten-Groeneveld, T. Gehrels |
| 96095 -        | 2095 T-2                 | 29 settembre 1973 | C. J. van Houten, I. van Houten-Groeneveld, T. Gehrels |
| 96096 -        | 2111 T-2                 | 29 settembre 1973 | C. J. van Houten, I. van Houten-Groeneveld, T. Gehrels |
| 96097 -        | 2122 T-2                 | 29 settembre 1973 | C. J. van Houten, I. van Houten-Groeneveld, T. Gehrels |
| 96098 -        | 2143 T-2                 | 29 settembre 1973 | C. J. van Houten, I. van Houten-Groeneveld, T. Gehrels |
| 96099 -        | 2193 T-2                 | 29 settembre 1973 | C. J. van Houten, I. van Houten-Groeneveld, T. Gehrels |
| 96100 -        | 2263 T-2                 | 29 settembre 1973 | C. J. van Houten, I. van Houten-Groeneveld, T. Gehrels |

## 96101-96200
| Nome             | Designazione provvisoria | Data di scoperta  | Scopritore                                             |
| ---------------- | ------------------------ | ----------------- | ------------------------------------------------------ |
| 96101 -          | 3006 T-2                 | 30 settembre 1973 | C. J. van Houten, I. van Houten-Groeneveld, T. Gehrels |
| 96102 -          | 3054 T-2                 | 30 settembre 1973 | C. J. van Houten, I. van Houten-Groeneveld, T. Gehrels |
| 96103 -          | 3132 T-2                 | 30 settembre 1973 | C. J. van Houten, I. van Houten-Groeneveld, T. Gehrels |
| 96104 -          | 3189 T-2                 | 30 settembre 1973 | C. J. van Houten, I. van Houten-Groeneveld, T. Gehrels |
| 96105 -          | 3225 T-2                 | 30 settembre 1973 | C. J. van Houten, I. van Houten-Groeneveld, T. Gehrels |
| 96106 -          | 3313 T-2                 | 25 settembre 1973 | C. J. van Houten, I. van Houten-Groeneveld, T. Gehrels |
| 96107 -          | 4109 T-2                 | 29 settembre 1973 | C. J. van Houten, I. van Houten-Groeneveld, T. Gehrels |
| 96108 -          | 4167 T-2                 | 29 settembre 1973 | C. J. van Houten, I. van Houten-Groeneveld, T. Gehrels |
| 96109 -          | 4192 T-2                 | 29 settembre 1973 | C. J. van Houten, I. van Houten-Groeneveld, T. Gehrels |
| 96110 -          | 4224 T-2                 | 29 settembre 1973 | C. J. van Houten, I. van Houten-Groeneveld, T. Gehrels |
| 96111 -          | 4243 T-2                 | 29 settembre 1973 | C. J. van Houten, I. van Houten-Groeneveld, T. Gehrels |
| 96112 -          | 5063 T-2                 | 25 settembre 1973 | C. J. van Houten, I. van Houten-Groeneveld, T. Gehrels |
| 96113 -          | 5083 T-2                 | 25 settembre 1973 | C. J. van Houten, I. van Houten-Groeneveld, T. Gehrels |
| 96114 -          | 5088 T-2                 | 25 settembre 1973 | C. J. van Houten, I. van Houten-Groeneveld, T. Gehrels |
| 96115 -          | 5139 T-2                 | 25 settembre 1973 | C. J. van Houten, I. van Houten-Groeneveld, T. Gehrels |
| 96116 -          | 5412 T-2                 | 30 settembre 1973 | C. J. van Houten, I. van Houten-Groeneveld, T. Gehrels |
| 96117 -          | 5458 T-2                 | 30 settembre 1973 | C. J. van Houten, I. van Houten-Groeneveld, T. Gehrels |
| 96118 -          | 1087 T-3                 | 17 ottobre 1977   | C. J. van Houten, I. van Houten-Groeneveld, T. Gehrels |
| 96119 -          | 1091 T-3                 | 17 ottobre 1977   | C. J. van Houten, I. van Houten-Groeneveld, T. Gehrels |
| 96120 -          | 1114 T-3                 | 17 ottobre 1977   | C. J. van Houten, I. van Houten-Groeneveld, T. Gehrels |
| 96121 -          | 1127 T-3                 | 17 ottobre 1977   | C. J. van Houten, I. van Houten-Groeneveld, T. Gehrels |
| 96122 -          | 1141 T-3                 | 17 ottobre 1977   | C. J. van Houten, I. van Houten-Groeneveld, T. Gehrels |
| 96123 -          | 1184 T-3                 | 17 ottobre 1977   | C. J. van Houten, I. van Houten-Groeneveld, T. Gehrels |
| 96124 -          | 2058 T-3                 | 16 ottobre 1977   | C. J. van Houten, I. van Houten-Groeneveld, T. Gehrels |
| 96125 -          | 2152 T-3                 | 16 ottobre 1977   | C. J. van Houten, I. van Houten-Groeneveld, T. Gehrels |
| 96126 -          | 2174 T-3                 | 16 ottobre 1977   | C. J. van Houten, I. van Houten-Groeneveld, T. Gehrels |
| 96127 -          | 2202 T-3                 | 16 ottobre 1977   | C. J. van Houten, I. van Houten-Groeneveld, T. Gehrels |
| 96128 -          | 2220 T-3                 | 17 ottobre 1977   | C. J. van Houten, I. van Houten-Groeneveld, T. Gehrels |
| 96129 -          | 2248 T-3                 | 16 ottobre 1977   | C. J. van Houten, I. van Houten-Groeneveld, T. Gehrels |
| 96130 -          | 2269 T-3                 | 16 ottobre 1977   | C. J. van Houten, I. van Houten-Groeneveld, T. Gehrels |
| 96131 -          | 2276 T-3                 | 16 ottobre 1977   | C. J. van Houten, I. van Houten-Groeneveld, T. Gehrels |
| 96132 -          | 2354 T-3                 | 16 ottobre 1977   | C. J. van Houten, I. van Houten-Groeneveld, T. Gehrels |
| 96133 -          | 2488 T-3                 | 16 ottobre 1977   | C. J. van Houten, I. van Houten-Groeneveld, T. Gehrels |
| 96134 -          | 3027 T-3                 | 16 ottobre 1977   | C. J. van Houten, I. van Houten-Groeneveld, T. Gehrels |
| 96135 -          | 3054 T-3                 | 16 ottobre 1977   | C. J. van Houten, I. van Houten-Groeneveld, T. Gehrels |
| 96136 -          | 3209 T-3                 | 16 ottobre 1977   | C. J. van Houten, I. van Houten-Groeneveld, T. Gehrels |
| 96137 -          | 3252 T-3                 | 16 ottobre 1977   | C. J. van Houten, I. van Houten-Groeneveld, T. Gehrels |
| 96138 -          | 3277 T-3                 | 16 ottobre 1977   | C. J. van Houten, I. van Houten-Groeneveld, T. Gehrels |
| 96139 -          | 3324 T-3                 | 16 ottobre 1977   | C. J. van Houten, I. van Houten-Groeneveld, T. Gehrels |
| 96140 -          | 3339 T-3                 | 16 ottobre 1977   | C. J. van Houten, I. van Houten-Groeneveld, T. Gehrels |
| 96141 -          | 3359 T-3                 | 16 ottobre 1977   | C. J. van Houten, I. van Houten-Groeneveld, T. Gehrels |
| 96142 -          | 3425 T-3                 | 16 ottobre 1977   | C. J. van Houten, I. van Houten-Groeneveld, T. Gehrels |
| 96143 -          | 3434 T-3                 | 16 ottobre 1977   | C. J. van Houten, I. van Houten-Groeneveld, T. Gehrels |
| 96144 -          | 3466 T-3                 | 16 ottobre 1977   | C. J. van Houten, I. van Houten-Groeneveld, T. Gehrels |
| 96145 -          | 3808 T-3                 | 16 ottobre 1977   | C. J. van Houten, I. van Houten-Groeneveld, T. Gehrels |
| 96146 -          | 3834 T-3                 | 16 ottobre 1977   | C. J. van Houten, I. van Houten-Groeneveld, T. Gehrels |
| 96147 -          | 3851 T-3                 | 16 ottobre 1977   | C. J. van Houten, I. van Houten-Groeneveld, T. Gehrels |
| 96148 -          | 3991 T-3                 | 16 ottobre 1977   | C. J. van Houten, I. van Houten-Groeneveld, T. Gehrels |
| 96149 -          | 4125 T-3                 | 16 ottobre 1977   | C. J. van Houten, I. van Houten-Groeneveld, T. Gehrels |
| 96150 -          | 4158 T-3                 | 16 ottobre 1977   | C. J. van Houten, I. van Houten-Groeneveld, T. Gehrels |
| 96151 -          | 4239 T-3                 | 16 ottobre 1977   | C. J. van Houten, I. van Houten-Groeneveld, T. Gehrels |
| 96152 -          | 4358 T-3                 | 16 ottobre 1977   | C. J. van Houten, I. van Houten-Groeneveld, T. Gehrels |
| 96153 -          | 4651 T-3                 | 16 ottobre 1977   | C. J. van Houten, I. van Houten-Groeneveld, T. Gehrels |
| 96154 -          | 5121 T-3                 | 16 ottobre 1977   | C. J. van Houten, I. van Houten-Groeneveld, T. Gehrels |
| 96155 -          | 1973 HA                  | 27 aprile 1973    | A. R. Sandage                                          |
| 96156 -          | 1974 CB                  | 14 febbraio 1974  | Harvard Observatory                                    |
| 96157 -          | 1978 UV4                 | 27 ottobre 1978   | C. M. Olmstead                                         |
| 96158 -          | 1978 UE8                 | 27 ottobre 1978   | C. M. Olmstead                                         |
| 96159 -          | 1978 VR3                 | 7 novembre 1978   | E. F. Helin, S. J. Bus                                 |
| 96160 -          | 1978 VW7                 | 7 novembre 1978   | E. F. Helin, S. J. Bus                                 |
| 96161 -          | 1978 VS9                 | 7 novembre 1978   | E. F. Helin, S. J. Bus                                 |
| 96162 -          | 1979 MN7                 | 25 giugno 1979    | E. F. Helin, S. J. Bus                                 |
| 96163 -          | 1981 DJ1                 | 28 febbraio 1981  | S. J. Bus                                              |
| 96164 -          | 1981 EH6                 | 2 marzo 1981      | S. J. Bus                                              |
| 96165 -          | 1981 EL14                | 1 marzo 1981      | S. J. Bus                                              |
| 96166 -          | 1981 EW15                | 1 marzo 1981      | S. J. Bus                                              |
| 96167 -          | 1981 EG20                | 2 marzo 1981      | S. J. Bus                                              |
| 96168 -          | 1981 ER23                | 3 marzo 1981      | S. J. Bus                                              |
| 96169 -          | 1981 EW23                | 7 marzo 1981      | S. J. Bus                                              |
| 96170 -          | 1981 EE29                | 1 marzo 1981      | S. J. Bus                                              |
| 96171 -          | 1981 ET32                | 8 marzo 1981      | S. J. Bus                                              |
| 96172 -          | 1981 EN34                | 2 marzo 1981      | S. J. Bus                                              |
| 96173 -          | 1981 ED36                | 6 marzo 1981      | S. J. Bus                                              |
| 96174 -          | 1981 EF38                | 1 marzo 1981      | S. J. Bus                                              |
| 96175 -          | 1981 EY43                | 6 marzo 1981      | S. J. Bus                                              |
| 96176 -          | 1981 EZ44                | 7 marzo 1981      | S. J. Bus                                              |
| 96177 -          | 1984 BC                  | 30 gennaio 1984   | E. F. Helin, R. S. Dunbar                              |
| 96178 Rochambeau | 1987 SA4                 | 29 settembre 1987 | E. Bowell                                              |
| 96179 -          | 1988 DX4                 | 25 febbraio 1988  | R. H. McNaught                                         |
| 96180 -          | 1988 SR2                 | 16 settembre 1988 | S. J. Bus                                              |
| 96181 -          | 1988 VW2                 | 8 novembre 1988   | S. Ueda, H. Kaneda                                     |
| 96182 -          | 1989 RT1                 | 6 settembre 1989  | E. F. Helin                                            |
| 96183 -          | 1989 UG2                 | 27 ottobre 1989   | E. F. Helin                                            |
| 96184 -          | 1990 QH3                 | 28 agosto 1990    | H. E. Holt                                             |
| 96185 -          | 1990 RJ7                 | 13 settembre 1990 | H. Debehogne                                           |
| 96186 -          | 1990 SF8                 | 22 settembre 1990 | E. W. Elst                                             |
| 96187 -          | 1990 UH4                 | 16 ottobre 1990   | E. W. Elst                                             |
| 96188 -          | 1991 GC                  | 8 aprile 1991     | E. F. Helin                                            |
| 96189 Pygmalion  | 1991 NT3                 | 6 luglio 1991     | H. Debehogne                                           |
| 96190 -          | 1991 PD19                | 2 agosto 1991     | E. W. Elst                                             |
| 96191 -          | 1991 TK9                 | 3 ottobre 1991    | Spacewatch                                             |
| 96192 Calgary    | 1991 TZ15                | 6 ottobre 1991    | A. Lowe                                                |
| 96193 Edmonton   | 1991 TG16                | 6 ottobre 1991    | A. Lowe                                                |
| 96194 -          | 1991 VF6                 | 2 novembre 1991   | E. W. Elst                                             |
| 96195 -          | 1992 AW2                 | 1 gennaio 1992    | Spacewatch                                             |
| 96196 -          | 1992 EQ4                 | 1 marzo 1992      | UESAC                                                  |
| 96197 -          | 1992 EF6                 | 1 marzo 1992      | UESAC                                                  |
| 96198 -          | 1992 EF13                | 2 marzo 1992      | UESAC                                                  |
| 96199 -          | 1992 EY24                | 4 marzo 1992      | UESAC                                                  |
| 96200 Oschin     | 1992 QR2                 | 25 agosto 1992    | A. Lowe                                                |

## 96201-96300
| Nome                  | Designazione provvisoria | Data di scoperta  | Scopritore                           |
| --------------------- | ------------------------ | ----------------- | ------------------------------------ |
| 96201 -               | 1992 RK3                 | 2 settembre 1992  | E. W. Elst                           |
| 96202 -               | 1992 RR7                 | 2 settembre 1992  | E. W. Elst                           |
| 96203 -               | 1992 SH3                 | 24 settembre 1992 | Spacewatch                           |
| 96204 -               | 1992 SN5                 | 25 settembre 1992 | Spacewatch                           |
| 96205 Ararat          | 1992 ST16                | 24 settembre 1992 | F. Börngen, L. D. Schmadel           |
| 96206 Eschenberg      | 1992 SU17                | 24 settembre 1992 | F. Börngen, L. D. Schmadel           |
| 96207 -               | 1993 FK4                 | 17 marzo 1993     | UESAC                                |
| 96208 -               | 1993 FY6                 | 17 marzo 1993     | UESAC                                |
| 96209 -               | 1993 FA9                 | 17 marzo 1993     | UESAC                                |
| 96210 -               | 1993 FR14                | 17 marzo 1993     | UESAC                                |
| 96211 -               | 1993 FU23                | 21 marzo 1993     | UESAC                                |
| 96212 -               | 1993 FK27                | 21 marzo 1993     | UESAC                                |
| 96213 -               | 1993 FZ30                | 19 marzo 1993     | UESAC                                |
| 96214 -               | 1993 FB42                | 19 marzo 1993     | UESAC                                |
| 96215 -               | 1993 QR9                 | 20 agosto 1993    | E. W. Elst                           |
| 96216 -               | 1993 RM1                 | 15 settembre 1993 | Spacewatch                           |
| 96217 Gronchi         | 1993 RP2                 | 14 settembre 1993 | A. Boattini, V. Goretti              |
| 96218 -               | 1993 RZ14                | 15 settembre 1993 | E. W. Elst                           |
| 96219 -               | 1993 SH5                 | 19 settembre 1993 | E. W. Elst                           |
| 96220 -               | 1993 SY13                | 16 settembre 1993 | H. Debehogne, E. W. Elst             |
| 96221 -               | 1993 TC2                 | 15 ottobre 1993   | K. Endate, K. Watanabe               |
| 96222 -               | 1993 TU9                 | 12 ottobre 1993   | Spacewatch                           |
| 96223 -               | 1993 TG14                | 9 ottobre 1993    | E. W. Elst                           |
| 96224 -               | 1993 TY17                | 9 ottobre 1993    | E. W. Elst                           |
| 96225 -               | 1993 TP18                | 9 ottobre 1993    | E. W. Elst                           |
| 96226 -               | 1993 TS18                | 9 ottobre 1993    | E. W. Elst                           |
| 96227 -               | 1993 TS22                | 9 ottobre 1993    | E. W. Elst                           |
| 96228 -               | 1993 TV25                | 9 ottobre 1993    | E. W. Elst                           |
| 96229 -               | 1993 TE30                | 9 ottobre 1993    | E. W. Elst                           |
| 96230 -               | 1993 TZ35                | 11 ottobre 1993   | E. W. Elst                           |
| 96231 -               | 1993 TF39                | 9 ottobre 1993    | E. W. Elst                           |
| 96232 -               | 1993 TU39                | 9 ottobre 1993    | E. W. Elst                           |
| 96233 -               | 1993 TA41                | 9 ottobre 1993    | E. W. Elst                           |
| 96234 -               | 1993 UG                  | 20 ottobre 1993   | E. F. Helin                          |
| 96235 -               | 1993 UB5                 | 20 ottobre 1993   | E. W. Elst                           |
| 96236 -               | 1993 UL7                 | 20 ottobre 1993   | E. W. Elst                           |
| 96237 -               | 1993 VL1                 | 4 novembre 1993   | R. H. McNaught                       |
| 96238 -               | 1994 AF4                 | 4 gennaio 1994    | Spacewatch                           |
| 96239 -               | 1994 AC7                 | 7 gennaio 1994    | Spacewatch                           |
| 96240 -               | 1994 AE7                 | 7 gennaio 1994    | Spacewatch                           |
| 96241 -               | 1994 AG7                 | 7 gennaio 1994    | Spacewatch                           |
| 96242 -               | 1994 AB17                | 13 gennaio 1994   | Spacewatch                           |
| 96243 -               | 1994 CF6                 | 12 febbraio 1994  | Spacewatch                           |
| 96244 -               | 1994 CA16                | 8 febbraio 1994   | E. W. Elst                           |
| 96245 -               | 1994 CA18                | 8 febbraio 1994   | E. W. Elst                           |
| 96246 -               | 1994 JZ5                 | 4 maggio 1994     | Spacewatch                           |
| 96247 -               | 1994 PT3                 | 10 agosto 1994    | E. W. Elst                           |
| 96248 -               | 1994 PX6                 | 10 agosto 1994    | E. W. Elst                           |
| 96249 -               | 1994 PD22                | 12 agosto 1994    | E. W. Elst                           |
| 96250 -               | 1994 PE25                | 12 agosto 1994    | E. W. Elst                           |
| 96251 -               | 1994 RL26                | 5 settembre 1994  | E. W. Elst                           |
| 96252 -               | 1994 WB6                 | 28 novembre 1994  | Spacewatch                           |
| 96253 -               | 1995 BY1                 | 28 gennaio 1995   | T. Urata                             |
| 96254 Hoyo            | 1995 DT2                 | 27 febbraio 1995  | A. Nakamura                          |
| 96255 -               | 1995 ES6                 | 2 marzo 1995      | Spacewatch                           |
| 96256 -               | 1995 HS2                 | 25 aprile 1995    | Spacewatch                           |
| 96257 Roberto         | 1995 JE                  | 3 maggio 1995     | S. Mottola                           |
| 96258 -               | 1995 KQ4                 | 27 maggio 1995    | Spacewatch                           |
| 96259 -               | 1995 MV1                 | 23 giugno 1995    | Spacewatch                           |
| 96260 -               | 1995 MW3                 | 29 giugno 1995    | Spacewatch                           |
| 96261 -               | 1995 OA4                 | 22 luglio 1995    | Spacewatch                           |
| 96262 -               | 1995 PF                  | 1 agosto 1995     | Farra d'Isonzo                       |
| 96263 Lorettacavicchi | 1995 SE2                 | 23 settembre 1995 | Osservatorio San Vittore             |
| 96264 -               | 1995 SF17                | 18 settembre 1995 | Spacewatch                           |
| 96265 -               | 1995 SX23                | 19 settembre 1995 | Spacewatch                           |
| 96266 -               | 1995 SB33                | 21 settembre 1995 | Spacewatch                           |
| 96267 -               | 1995 SK48                | 26 settembre 1995 | Spacewatch                           |
| 96268 Tomcarr         | 1995 SA55                | 20 settembre 1995 | T. B. Spahr, C. W. Hergenrother      |
| 96269 -               | 1995 SA67                | 17 settembre 1995 | Spacewatch                           |
| 96270 -               | 1995 SY68                | 27 settembre 1995 | Spacewatch                           |
| 96271 -               | 1995 SH79                | 21 settembre 1995 | Spacewatch                           |
| 96272 -               | 1995 SZ88                | 29 settembre 1995 | Spacewatch                           |
| 96273 -               | 1995 UD15                | 17 ottobre 1995   | Spacewatch                           |
| 96274 -               | 1995 UB32                | 21 ottobre 1995   | Spacewatch                           |
| 96275 -               | 1995 UG66                | 17 ottobre 1995   | Spacewatch                           |
| 96276 -               | 1995 VG11                | 15 novembre 1995  | Spacewatch                           |
| 96277 -               | 1995 WN4                 | 20 novembre 1995  | T. Kobayashi                         |
| 96278 -               | 1995 WN19                | 17 novembre 1995  | Spacewatch                           |
| 96279 -               | 1995 WE20                | 17 novembre 1995  | Spacewatch                           |
| 96280 -               | 1995 WZ31                | 19 novembre 1995  | Spacewatch                           |
| 96281 -               | 1995 WC37                | 21 novembre 1995  | Spacewatch                           |
| 96282 -               | 1995 WX38                | 23 novembre 1995  | Spacewatch                           |
| 96283 -               | 1995 YQ5                 | 16 dicembre 1995  | Spacewatch                           |
| 96284 -               | 1995 YY9                 | 18 dicembre 1995  | Spacewatch                           |
| 96285 -               | 1995 YG23                | 20 dicembre 1995  | NEAT                                 |
| 96286 -               | 1996 AE13                | 15 gennaio 1996   | Spacewatch                           |
| 96287 -               | 1996 BW8                 | 20 gennaio 1996   | Spacewatch                           |
| 96288 -               | 1996 GD6                 | 11 aprile 1996    | Spacewatch                           |
| 96289 -               | 1996 HZ12                | 17 aprile 1996    | E. W. Elst                           |
| 96290 -               | 1996 HZ17                | 18 aprile 1996    | E. W. Elst                           |
| 96291 -               | 1996 HQ20                | 18 aprile 1996    | E. W. Elst                           |
| 96292 -               | 1996 HR20                | 18 aprile 1996    | E. W. Elst                           |
| 96293 -               | 1996 HV22                | 20 aprile 1996    | E. W. Elst                           |
| 96294 -               | 1996 JE2                 | 11 maggio 1996    | Beijing Schmidt CCD Asteroid Program |
| 96295 -               | 1996 JF7                 | 11 maggio 1996    | Spacewatch                           |
| 96296 -               | 1996 OK1                 | 20 luglio 1996    | Beijing Schmidt CCD Asteroid Program |
| 96297 -               | 1996 RY25                | 13 settembre 1996 | NEAT                                 |
| 96298 -               | 1996 RE26                | 6 settembre 1996  | G. J. Garradd                        |
| 96299 -               | 1996 SO                  | 18 settembre 1996 | P. G. Comba                          |
| 96300 -               | 1996 SC8                 | 21 settembre 1996 | Beijing Schmidt CCD Asteroid Program |

## 96301-96400
| Nome                  | Designazione provvisoria | Data di scoperta  | Scopritore                           |
| --------------------- | ------------------------ | ----------------- | ------------------------------------ |
| 96301 -               | 1996 TK30                | 7 ottobre 1996    | Spacewatch                           |
| 96302 -               | 1996 TL39                | 8 ottobre 1996    | E. W. Elst                           |
| 96303 -               | 1996 UM5                 | 17 ottobre 1996   | C.-I. Lagerkvist                     |
| 96304 -               | 1996 VH16                | 5 novembre 1996   | Spacewatch                           |
| 96305 -               | 1996 VC36                | 10 novembre 1996  | Spacewatch                           |
| 96306 -               | 1996 WO2                 | 20 novembre 1996  | Beijing Schmidt CCD Asteroid Program |
| 96307 -               | 1996 XT2                 | 4 dicembre 1996   | P. Antolini, F. Castellani           |
| 96308 -               | 1996 XX22                | 12 dicembre 1996  | Spacewatch                           |
| 96309 -               | 1996 XG23                | 12 dicembre 1996  | Spacewatch                           |
| 96310 -               | 1996 XA26                | 14 dicembre 1996  | R. A. Tucker                         |
| 96311 -               | 1996 XW27                | 11 dicembre 1996  | Spacewatch                           |
| 96312 -               | 1996 XS35                | 12 dicembre 1996  | Spacewatch                           |
| 96313 -               | 1997 AL3                 | 3 gennaio 1997    | Spacewatch                           |
| 96314 -               | 1997 AL6                 | 8 gennaio 1997    | P. G. Comba                          |
| 96315 -               | 1997 AP10                | 9 gennaio 1997    | Spacewatch                           |
| 96316 -               | 1997 AA21                | 11 gennaio 1997   | Spacewatch                           |
| 96317 -               | 1997 BW2                 | 30 gennaio 1997   | T. Kobayashi                         |
| 96318 -               | 1997 CN1                 | 1 febbraio 1997   | T. Kobayashi                         |
| 96319 -               | 1997 CL5                 | 1 febbraio 1997   | N. Sato                              |
| 96320 -               | 1997 CV15                | 6 febbraio 1997   | Spacewatch                           |
| 96321 -               | 1997 CW16                | 6 febbraio 1997   | N. Sato                              |
| 96322 -               | 1997 CN20                | 12 febbraio 1997  | T. Kobayashi                         |
| 96323 -               | 1997 CE26                | 14 febbraio 1997  | T. Kobayashi                         |
| 96324 -               | 1997 EV2                 | 4 marzo 1997      | T. Kobayashi                         |
| 96325 -               | 1997 EG7                 | 3 marzo 1997      | Spacewatch                           |
| 96326 -               | 1997 EN11                | 3 marzo 1997      | Beijing Schmidt CCD Asteroid Program |
| 96327 Ullmann         | 1997 EJ50                | 5 marzo 1997      | E. W. Elst                           |
| 96328 -               | 1997 GC                  | 2 aprile 1997     | L. Šarounová                         |
| 96329 -               | 1997 GY8                 | 3 aprile 1997     | LINEAR                               |
| 96330 -               | 1997 GW9                 | 3 aprile 1997     | LINEAR                               |
| 96331 -               | 1997 GC21                | 6 aprile 1997     | LINEAR                               |
| 96332 -               | 1997 GQ34                | 3 aprile 1997     | LINEAR                               |
| 96333 -               | 1997 GL36                | 6 aprile 1997     | LINEAR                               |
| 96334 -               | 1997 HH3                 | 30 aprile 1997    | LINEAR                               |
| 96335 -               | 1997 JW9                 | 9 maggio 1997     | C. Veillet                           |
| 96336 -               | 1997 KT3                 | 28 maggio 1997    | Spacewatch                           |
| 96337 -               | 1997 LG2                 | 5 giugno 1997     | Spacewatch                           |
| 96338 -               | 1997 LF5                 | 1 giugno 1997     | Spacewatch                           |
| 96339 -               | 1997 MD5                 | 29 giugno 1997    | LINEAR                               |
| 96340 -               | 1997 NV4                 | 8 luglio 1997     | ODAS                                 |
| 96341 -               | 1997 OX1                 | 31 luglio 1997    | Farra d'Isonzo                       |
| 96342 -               | 1997 PF2                 | 8 agosto 1997     | P. Pravec                            |
| 96343 -               | 1997 RS1                 | 3 settembre 1997  | P. Antonini                          |
| 96344 Scottweaver     | 1997 RH3                 | 5 settembre 1997  | A. M. Robbins                        |
| 96345 -               | 1997 RF5                 | 8 settembre 1997  | ODAS                                 |
| 96346 -               | 1997 SC10                | 23 settembre 1997 | Beijing Schmidt CCD Asteroid Program |
| 96347 -               | 1997 SS16                | 28 settembre 1997 | Spacewatch                           |
| 96348 Toshiyukimariko | 1997 TU26                | 7 ottobre 1997    | T. Okuni                             |
| 96349 -               | 1997 US7                 | 23 ottobre 1997   | L. Šarounová                         |
| 96350 -               | 1997 UA15                | 26 ottobre 1997   | Y. Shimizu, T. Urata                 |
| 96351 -               | 1997 UA18                | 28 ottobre 1997   | Spacewatch                           |
| 96352 -               | 1997 VH2                 | 1 novembre 1997   | T. Kobayashi                         |
| 96353 -               | 1997 VF3                 | 6 novembre 1997   | T. Kobayashi                         |
| 96354 -               | 1997 VO3                 | 6 novembre 1997   | T. Kobayashi                         |
| 96355 -               | 1997 VR6                 | 11 novembre 1997  | Kleť                                 |
| 96356 -               | 1997 VH8                 | 10 novembre 1997  | L. Šarounová                         |
| 96357 -               | 1997 WE5                 | 23 novembre 1997  | Spacewatch                           |
| 96358 -               | 1997 WK5                 | 23 novembre 1997  | Spacewatch                           |
| 96359 -               | 1997 WP10                | 22 novembre 1997  | Spacewatch                           |
| 96360 -               | 1997 WW10                | 22 novembre 1997  | Spacewatch                           |
| 96361 -               | 1997 WG12                | 22 novembre 1997  | Spacewatch                           |
| 96362 -               | 1997 WH13                | 23 novembre 1997  | Spacewatch                           |
| 96363 -               | 1997 WD16                | 25 novembre 1997  | Spacewatch                           |
| 96364 -               | 1997 WD18                | 23 novembre 1997  | Spacewatch                           |
| 96365 -               | 1997 WY25                | 22 novembre 1997  | Spacewatch                           |
| 96366 -               | 1997 WS37                | 29 novembre 1997  | LINEAR                               |
| 96367 -               | 1997 WK53                | 29 novembre 1997  | LINEAR                               |
| 96368 -               | 1997 XH2                 | 3 dicembre 1997   | N. Sato                              |
| 96369 -               | 1997 XM2                 | 3 dicembre 1997   | N. Sato                              |
| 96370 -               | 1997 XS5                 | 1 dicembre 1997   | Beijing Schmidt CCD Asteroid Program |
| 96371 -               | 1997 XC8                 | 7 dicembre 1997   | ODAS                                 |
| 96372 -               | 1997 YP4                 | 24 dicembre 1997  | N. Sato                              |
| 96373 -               | 1997 YH7                 | 27 dicembre 1997  | T. Kobayashi                         |
| 96374 -               | 1997 YZ13                | 31 dicembre 1997  | T. Kobayashi                         |
| 96375 -               | 1997 YS17                | 31 dicembre 1997  | Spacewatch                           |
| 96376 -               | 1998 AY                  | 5 gennaio 1998    | T. Kobayashi                         |
| 96377 -               | 1998 AU6                 | 4 gennaio 1998    | Beijing Schmidt CCD Asteroid Program |
| 96378 -               | 1998 BA                  | 16 gennaio 1998   | T. Kobayashi                         |
| 96379 -               | 1998 BH                  | 18 gennaio 1998   | P. Kolény, L. Kornoš                 |
| 96380 -               | 1998 BG1                 | 19 gennaio 1998   | T. Kobayashi                         |
| 96381 -               | 1998 BS5                 | 22 gennaio 1998   | Spacewatch                           |
| 96382 -               | 1998 BW7                 | 22 gennaio 1998   | Stroncone                            |
| 96383 -               | 1998 BJ15                | 24 gennaio 1998   | NEAT                                 |
| 96384 -               | 1998 BG17                | 22 gennaio 1998   | Spacewatch                           |
| 96385 -               | 1998 BC25                | 28 gennaio 1998   | T. Kobayashi                         |
| 96386 -               | 1998 BO41                | 26 gennaio 1998   | NEAT                                 |
| 96387 -               | 1998 BW41                | 19 gennaio 1998   | R. A. Tucker                         |
| 96388 -               | 1998 BD42                | 26 gennaio 1998   | L. Lai                               |
| 96389 -               | 1998 BA48                | 26 gennaio 1998   | Spacewatch                           |
| 96390 -               | 1998 CQ1                 | 6 febbraio 1998   | Farra d'Isonzo                       |
| 96391 -               | 1998 CZ1                 | 6 febbraio 1998   | BAO Schmidt CCD Asteroid Program     |
| 96392 -               | 1998 DH                  | 17 febbraio 1998  | A. Galád, A. Pravda                  |
| 96393 -               | 1998 DF1                 | 19 febbraio 1998  | Kleť                                 |
| 96394 -               | 1998 DC12                | 23 febbraio 1998  | Spacewatch                           |
| 96395 -               | 1998 DF12                | 23 febbraio 1998  | Spacewatch                           |
| 96396 -               | 1998 DQ12                | 24 febbraio 1998  | Spacewatch                           |
| 96397 -               | 1998 DT13                | 27 febbraio 1998  | ODAS                                 |
| 96398 -               | 1998 DX13                | 27 febbraio 1998  | ODAS                                 |
| 96399 -               | 1998 DE15                | 22 febbraio 1998  | NEAT                                 |
| 96400 -               | 1998 DK15                | 22 febbraio 1998  | NEAT                                 |

## 96401-96500
| Nome    | Designazione provvisoria | Data di scoperta | Scopritore                       |
| ------- | ------------------------ | ---------------- | -------------------------------- |
| 96401 - | 1998 DX15                | 24 febbraio 1998 | NEAT                             |
| 96402 - | 1998 DE18                | 23 febbraio 1998 | Spacewatch                       |
| 96403 - | 1998 DT22                | 24 febbraio 1998 | Spacewatch                       |
| 96404 - | 1998 DB28                | 23 febbraio 1998 | Spacewatch                       |
| 96405 - | 1998 ES                  | 2 marzo 1998     | ODAS                             |
| 96406 - | 1998 EW7                 | 2 marzo 1998     | BAO Schmidt CCD Asteroid Program |
| 96407 - | 1998 EU8                 | 5 marzo 1998     | BAO Schmidt CCD Asteroid Program |
| 96408 - | 1998 EV9                 | 5 marzo 1998     | BAO Schmidt CCD Asteroid Program |
| 96409 - | 1998 EW10                | 1 marzo 1998     | E. W. Elst                       |
| 96410 - | 1998 ER12                | 1 marzo 1998     | E. W. Elst                       |
| 96411 - | 1998 EM13                | 1 marzo 1998     | E. W. Elst                       |
| 96412 - | 1998 EC14                | 1 marzo 1998     | E. W. Elst                       |
| 96413 - | 1998 ET14                | 1 marzo 1998     | E. W. Elst                       |
| 96414 - | 1998 EZ19                | 3 marzo 1998     | E. W. Elst                       |
| 96415 - | 1998 FX4                 | 22 marzo 1998    | P. G. Comba                      |
| 96416 - | 1998 FD5                 | 22 marzo 1998    | LINEAR                           |
| 96417 - | 1998 FK6                 | 18 marzo 1998    | Spacewatch                       |
| 96418 - | 1998 FC11                | 25 marzo 1998    | ODAS                             |
| 96419 - | 1998 FN16                | 20 marzo 1998    | LINEAR                           |
| 96420 - | 1998 FL18                | 20 marzo 1998    | LINEAR                           |
| 96421 - | 1998 FJ30                | 20 marzo 1998    | LINEAR                           |
| 96422 - | 1998 FO30                | 20 marzo 1998    | LINEAR                           |
| 96423 - | 1998 FK31                | 20 marzo 1998    | LINEAR                           |
| 96424 - | 1998 FX32                | 20 marzo 1998    | LINEAR                           |
| 96425 - | 1998 FB35                | 20 marzo 1998    | LINEAR                           |
| 96426 - | 1998 FE37                | 20 marzo 1998    | LINEAR                           |
| 96427 - | 1998 FP42                | 20 marzo 1998    | LINEAR                           |
| 96428 - | 1998 FB43                | 20 marzo 1998    | LINEAR                           |
| 96429 - | 1998 FN52                | 20 marzo 1998    | LINEAR                           |
| 96430 - | 1998 FL55                | 20 marzo 1998    | LINEAR                           |
| 96431 - | 1998 FW57                | 20 marzo 1998    | LINEAR                           |
| 96432 - | 1998 FY58                | 20 marzo 1998    | LINEAR                           |
| 96433 - | 1998 FH59                | 20 marzo 1998    | LINEAR                           |
| 96434 - | 1998 FR63                | 20 marzo 1998    | LINEAR                           |
| 96435 - | 1998 FT63                | 20 marzo 1998    | LINEAR                           |
| 96436 - | 1998 FS72                | 28 marzo 1998    | F. B. Zoltowski                  |
| 96437 - | 1998 FR77                | 24 marzo 1998    | LINEAR                           |
| 96438 - | 1998 FQ78                | 24 marzo 1998    | LINEAR                           |
| 96439 - | 1998 FB79                | 24 marzo 1998    | LINEAR                           |
| 96440 - | 1998 FD79                | 24 marzo 1998    | LINEAR                           |
| 96441 - | 1998 FL79                | 24 marzo 1998    | LINEAR                           |
| 96442 - | 1998 FY90                | 24 marzo 1998    | LINEAR                           |
| 96443 - | 1998 FA106               | 31 marzo 1998    | LINEAR                           |
| 96444 - | 1998 FR106               | 31 marzo 1998    | LINEAR                           |
| 96445 - | 1998 FM115               | 31 marzo 1998    | LINEAR                           |
| 96446 - | 1998 FS122               | 20 marzo 1998    | LINEAR                           |
| 96447 - | 1998 FH135               | 22 marzo 1998    | LINEAR                           |
| 96448 - | 1998 FS135               | 28 marzo 1998    | LINEAR                           |
| 96449 - | 1998 GA1                 | 3 aprile 1998    | T. Urata                         |
| 96450 - | 1998 GS6                 | 2 aprile 1998    | LINEAR                           |
| 96451 - | 1998 GW7                 | 2 aprile 1998    | LINEAR                           |
| 96452 - | 1998 GF9                 | 2 aprile 1998    | LINEAR                           |
| 96453 - | 1998 GP9                 | 2 aprile 1998    | LINEAR                           |
| 96454 - | 1998 HR                  | 17 aprile 1998   | Spacewatch                       |
| 96455 - | 1998 HQ21                | 20 aprile 1998   | LINEAR                           |
| 96456 - | 1998 HS22                | 20 aprile 1998   | LINEAR                           |
| 96457 - | 1998 HC24                | 28 aprile 1998   | Spacewatch                       |
| 96458 - | 1998 HV24                | 17 aprile 1998   | Spacewatch                       |
| 96459 - | 1998 HK34                | 20 aprile 1998   | LINEAR                           |
| 96460 - | 1998 HJ36                | 20 aprile 1998   | LINEAR                           |
| 96461 - | 1998 HS36                | 20 aprile 1998   | LINEAR                           |
| 96462 - | 1998 HP44                | 20 aprile 1998   | LINEAR                           |
| 96463 - | 1998 HW51                | 30 aprile 1998   | LONEOS                           |
| 96464 - | 1998 HN54                | 21 aprile 1998   | LINEAR                           |
| 96465 - | 1998 HX69                | 21 aprile 1998   | LINEAR                           |
| 96466 - | 1998 HG72                | 21 aprile 1998   | LINEAR                           |
| 96467 - | 1998 HE80                | 21 aprile 1998   | LINEAR                           |
| 96468 - | 1998 HQ81                | 21 aprile 1998   | LINEAR                           |
| 96469 - | 1998 HQ99                | 21 aprile 1998   | LINEAR                           |
| 96470 - | 1998 HR102               | 25 aprile 1998   | E. W. Elst                       |
| 96471 - | 1998 HM104               | 23 aprile 1998   | LINEAR                           |
| 96472 - | 1998 HV107               | 23 aprile 1998   | LINEAR                           |
| 96473 - | 1998 HG118               | 23 aprile 1998   | LINEAR                           |
| 96474 - | 1998 HE119               | 23 aprile 1998   | LINEAR                           |
| 96475 - | 1998 HL126               | 25 aprile 1998   | E. W. Elst                       |
| 96476 - | 1998 HE127               | 18 aprile 1998   | LINEAR                           |
| 96477 - | 1998 HA128               | 18 aprile 1998   | LINEAR                           |
| 96478 - | 1998 HH129               | 19 aprile 1998   | LINEAR                           |
| 96479 - | 1998 HS132               | 19 aprile 1998   | LINEAR                           |
| 96480 - | 1998 HN139               | 21 aprile 1998   | LINEAR                           |
| 96481 - | 1998 HX140               | 21 aprile 1998   | LINEAR                           |
| 96482 - | 1998 HP144               | 21 aprile 1998   | LINEAR                           |
| 96483 - | 1998 HS144               | 21 aprile 1998   | LINEAR                           |
| 96484 - | 1998 HJ146               | 21 aprile 1998   | LINEAR                           |
| 96485 - | 1998 HE147               | 23 aprile 1998   | LINEAR                           |
| 96486 - | 1998 HZ148               | 25 aprile 1998   | E. W. Elst                       |
| 96487 - | 1998 JU1                 | 1 maggio 1998    | NEAT                             |
| 96488 - | 1998 JO3                 | 6 maggio 1998    | ODAS                             |
| 96489 - | 1998 KN6                 | 23 maggio 1998   | LINEAR                           |
| 96490 - | 1998 KQ7                 | 23 maggio 1998   | LONEOS                           |
| 96491 - | 1998 KX7                 | 23 maggio 1998   | LONEOS                           |
| 96492 - | 1998 KL9                 | 28 maggio 1998   | P. G. Comba                      |
| 96493 - | 1998 KN10                | 19 maggio 1998   | Spacewatch                       |
| 96494 - | 1998 KE24                | 22 maggio 1998   | LINEAR                           |
| 96495 - | 1998 KH28                | 22 maggio 1998   | LINEAR                           |
| 96496 - | 1998 KT33                | 22 maggio 1998   | LINEAR                           |
| 96497 - | 1998 KD37                | 22 maggio 1998   | LINEAR                           |
| 96498 - | 1998 KJ40                | 22 maggio 1998   | LINEAR                           |
| 96499 - | 1998 KE55                | 23 maggio 1998   | LINEAR                           |
| 96500 - | 1998 KN57                | 22 maggio 1998   | LINEAR                           |

## 96501-96600
| Nome                 | Designazione provvisoria | Data di scoperta  | Scopritore                       |
| -------------------- | ------------------------ | ----------------- | -------------------------------- |
| 96501 -              | 1998 KU57                | 22 maggio 1998    | LINEAR                           |
| 96502 -              | 1998 KU58                | 23 maggio 1998    | LINEAR                           |
| 96503 -              | 1998 MC3                 | 16 giugno 1998    | Spacewatch                       |
| 96504 -              | 1998 ML15                | 20 giugno 1998    | Spacewatch                       |
| 96505 -              | 1998 MH20                | 24 giugno 1998    | LINEAR                           |
| 96506 Oberösterreich | 1998 OR4                 | 26 luglio 1998    | E. Meyer                         |
| 96507 -              | 1998 QX1                 | 19 agosto 1998    | NEAT                             |
| 96508 -              | 1998 QJ30                | 26 agosto 1998    | BAO Schmidt CCD Asteroid Program |
| 96509 -              | 1998 QE41                | 17 agosto 1998    | LINEAR                           |
| 96510 -              | 1998 QL55                | 26 agosto 1998    | ODAS                             |
| 96511 -              | 1998 QG57                | 30 agosto 1998    | Spacewatch                       |
| 96512 -              | 1998 QE67                | 24 agosto 1998    | LINEAR                           |
| 96513 -              | 1998 QW83                | 24 agosto 1998    | LINEAR                           |
| 96514 -              | 1998 QC84                | 24 agosto 1998    | LINEAR                           |
| 96515 -              | 1998 QT85                | 24 agosto 1998    | LINEAR                           |
| 96516 -              | 1998 QU95                | 19 agosto 1998    | LINEAR                           |
| 96517 -              | 1998 QG99                | 26 agosto 1998    | E. W. Elst                       |
| 96518 -              | 1998 RO3                 | 14 settembre 1998 | LINEAR                           |
| 96519 -              | 1998 RB5                 | 10 settembre 1998 | Višnjan Observatory              |
| 96520 -              | 1998 RH6                 | 14 settembre 1998 | LONEOS                           |
| 96521 -              | 1998 RF9                 | 13 settembre 1998 | Spacewatch                       |
| 96522 -              | 1998 RK23                | 14 settembre 1998 | LINEAR                           |
| 96523 -              | 1998 RC26                | 14 settembre 1998 | LINEAR                           |
| 96524 -              | 1998 RY28                | 14 settembre 1998 | LINEAR                           |
| 96525 -              | 1998 RE37                | 14 settembre 1998 | LINEAR                           |
| 96526 -              | 1998 RU40                | 14 settembre 1998 | LINEAR                           |
| 96527 -              | 1998 RQ45                | 14 settembre 1998 | LINEAR                           |
| 96528 -              | 1998 RP49                | 14 settembre 1998 | LINEAR                           |
| 96529 -              | 1998 RR49                | 14 settembre 1998 | LINEAR                           |
| 96530 -              | 1998 RE54                | 14 settembre 1998 | LINEAR                           |
| 96531 -              | 1998 RL68                | 14 settembre 1998 | LINEAR                           |
| 96532 -              | 1998 RH69                | 14 settembre 1998 | LINEAR                           |
| 96533 -              | 1998 RH72                | 14 settembre 1998 | LINEAR                           |
| 96534 -              | 1998 RO79                | 14 settembre 1998 | LINEAR                           |
| 96535 -              | 1998 SC5                 | 20 settembre 1998 | CSS                              |
| 96536 -              | 1998 SO10                | 19 settembre 1998 | LONEOS                           |
| 96537 -              | 1998 SF12                | 22 settembre 1998 | ODAS                             |
| 96538 -              | 1998 SN24                | 17 settembre 1998 | LONEOS                           |
| 96539 -              | 1998 SW27                | 24 settembre 1998 | R. A. Tucker                     |
| 96540 -              | 1998 SC29                | 18 settembre 1998 | Spacewatch                       |
| 96541 -              | 1998 SR31                | 20 settembre 1998 | Spacewatch                       |
| 96542 -              | 1998 SA44                | 21 settembre 1998 | Spacewatch                       |
| 96543 -              | 1998 SE48                | 27 settembre 1998 | Spacewatch                       |
| 96544 -              | 1998 SK52                | 28 settembre 1998 | Spacewatch                       |
| 96545 -              | 1998 SQ53                | 16 settembre 1998 | LONEOS                           |
| 96546 -              | 1998 SO55                | 16 settembre 1998 | LONEOS                           |
| 96547 -              | 1998 SB57                | 17 settembre 1998 | LONEOS                           |
| 96548 -              | 1998 SX59                | 17 settembre 1998 | LONEOS                           |
| 96549 -              | 1998 SE63                | 26 settembre 1998 | BAO Schmidt CCD Asteroid Program |
| 96550 -              | 1998 SH68                | 19 settembre 1998 | LINEAR                           |
| 96551 -              | 1998 SL100               | 26 settembre 1998 | LINEAR                           |
| 96552 -              | 1998 SE113               | 26 settembre 1998 | LINEAR                           |
| 96553 -              | 1998 SS114               | 26 settembre 1998 | LINEAR                           |
| 96554 -              | 1998 SD119               | 26 settembre 1998 | LINEAR                           |
| 96555 -              | 1998 SN121               | 26 settembre 1998 | LINEAR                           |
| 96556 -              | 1998 ST126               | 26 settembre 1998 | LINEAR                           |
| 96557 -              | 1998 SC127               | 26 settembre 1998 | LINEAR                           |
| 96558 -              | 1998 SP127               | 26 settembre 1998 | LINEAR                           |
| 96559 -              | 1998 SF129               | 26 settembre 1998 | LINEAR                           |
| 96560 -              | 1998 SF133               | 26 settembre 1998 | LINEAR                           |
| 96561 -              | 1998 SB135               | 26 settembre 1998 | LINEAR                           |
| 96562 -              | 1998 SZ138               | 26 settembre 1998 | LINEAR                           |
| 96563 -              | 1998 SB154               | 26 settembre 1998 | LINEAR                           |
| 96564 -              | 1998 SN156               | 26 settembre 1998 | LINEAR                           |
| 96565 -              | 1998 SB157               | 26 settembre 1998 | LINEAR                           |
| 96566 -              | 1998 TC2                 | 12 ottobre 1998   | ODAS                             |
| 96567 -              | 1998 TE18                | 13 ottobre 1998   | BAO Schmidt CCD Asteroid Program |
| 96568 -              | 1998 TS19                | 15 ottobre 1998   | BAO Schmidt CCD Asteroid Program |
| 96569 -              | 1998 TO31                | 11 ottobre 1998   | LONEOS                           |
| 96570 -              | 1998 TJ32                | 11 ottobre 1998   | LONEOS                           |
| 96571 -              | 1998 UN11                | 17 ottobre 1998   | Spacewatch                       |
| 96572 -              | 1998 UN16                | 23 ottobre 1998   | K. Korlević                      |
| 96573 -              | 1998 UJ19                | 28 ottobre 1998   | LINEAR                           |
| 96574 -              | 1998 UJ23                | 30 ottobre 1998   | R. A. Tucker                     |
| 96575 -              | 1998 UY28                | 18 ottobre 1998   | E. W. Elst                       |
| 96576 -              | 1998 UH35                | 28 ottobre 1998   | LINEAR                           |
| 96577 -              | 1998 UC42                | 28 ottobre 1998   | LINEAR                           |
| 96578 -              | 1998 VT2                 | 10 novembre 1998  | ODAS                             |
| 96579 -              | 1998 VP7                 | 10 novembre 1998  | LINEAR                           |
| 96580 -              | 1998 VY8                 | 10 novembre 1998  | LINEAR                           |
| 96581 -              | 1998 VJ16                | 10 novembre 1998  | LINEAR                           |
| 96582 -              | 1998 VF25                | 10 novembre 1998  | LINEAR                           |
| 96583 -              | 1998 VG34                | 15 novembre 1998  | P. Sicoli, F. Manca              |
| 96584 -              | 1998 VG53                | 14 novembre 1998  | LINEAR                           |
| 96585 -              | 1998 WY2                 | 17 novembre 1998  | ODAS                             |
| 96586 -              | 1998 WE14                | 21 novembre 1998  | LINEAR                           |
| 96587 -              | 1998 WK15                | 21 novembre 1998  | LINEAR                           |
| 96588 -              | 1998 WR20                | 18 novembre 1998  | LINEAR                           |
| 96589 -              | 1998 WW22                | 18 novembre 1998  | LINEAR                           |
| 96590 -              | 1998 XB                  | 1 dicembre 1998   | BAO Schmidt CCD Asteroid Program |
| 96591 Emiliemartin   | 1998 XY                  | 7 dicembre 1998   | ODAS                             |
| 96592 -              | 1998 XC1                 | 7 dicembre 1998   | ODAS                             |
| 96593 -              | 1998 XO20                | 10 dicembre 1998  | Spacewatch                       |
| 96594 -              | 1998 XA22                | 10 dicembre 1998  | Spacewatch                       |
| 96595 -              | 1998 XQ23                | 11 dicembre 1998  | Spacewatch                       |
| 96596 -              | 1998 XW26                | 14 dicembre 1998  | LINEAR                           |
| 96597 -              | 1998 XU28                | 14 dicembre 1998  | LINEAR                           |
| 96598 -              | 1998 XS41                | 14 dicembre 1998  | LINEAR                           |
| 96599 -              | 1998 XP49                | 14 dicembre 1998  | LINEAR                           |
| 96600 -              | 1998 XH74                | 14 dicembre 1998  | LINEAR                           |

## 96601-96700
| Nome          | Designazione provvisoria | Data di scoperta | Scopritore                       |
| ------------- | ------------------------ | ---------------- | -------------------------------- |
| 96601 -       | 1998 XD78                | 15 dicembre 1998 | LINEAR                           |
| 96602 -       | 1998 YF9                 | 23 dicembre 1998 | BAO Schmidt CCD Asteroid Program |
| 96603 -       | 1998 YH12                | 20 dicembre 1998 | A. Kolář, L. Šarounová           |
| 96604 -       | 1998 YG19                | 25 dicembre 1998 | Spacewatch                       |
| 96605 -       | 1999 AS10                | 7 gennaio 1999   | Spacewatch                       |
| 96606 -       | 1999 AH13                | 7 gennaio 1999   | Spacewatch                       |
| 96607 -       | 1999 AT30                | 14 gennaio 1999  | Spacewatch                       |
| 96608 -       | 1999 AO34                | 15 gennaio 1999  | LONEOS                           |
| 96609 -       | 1999 AQ35                | 9 gennaio 1999   | O. A. Naranjo                    |
| 96610 -       | 1999 BZ18                | 16 gennaio 1999  | LINEAR                           |
| 96611 -       | 1999 BJ29                | 18 gennaio 1999  | Spacewatch                       |
| 96612 Litipei | 1999 CZ3                 | 5 febbraio 1999  | BAO Schmidt CCD Asteroid Program |
| 96613 -       | 1999 CG5                 | 12 febbraio 1999 | T. Kagawa                        |
| 96614 -       | 1999 CL16                | 6 febbraio 1999  | K. Korlević                      |
| 96615 -       | 1999 CZ17                | 10 febbraio 1999 | LINEAR                           |
| 96616 -       | 1999 CG20                | 10 febbraio 1999 | LINEAR                           |
| 96617 -       | 1999 CC32                | 10 febbraio 1999 | LINEAR                           |
| 96618 -       | 1999 CL102               | 10 febbraio 1999 | LINEAR                           |
| 96619 -       | 1999 CA115               | 12 febbraio 1999 | LINEAR                           |
| 96620 -       | 1999 CG116               | 12 febbraio 1999 | LINEAR                           |
| 96621 -       | 1999 CV120               | 11 febbraio 1999 | LINEAR                           |
| 96622 -       | 1999 DY                  | 18 febbraio 1999 | K. Korlević                      |
| 96623 Leani   | 1999 ET4                 | 14 marzo 1999    | M. M. M. Santangelo              |
| 96624 -       | 1999 EZ5                 | 12 marzo 1999    | Spacewatch                       |
| 96625 -       | 1999 FY1                 | 16 marzo 1999    | Spacewatch                       |
| 96626 -       | 1999 FQ9                 | 22 marzo 1999    | LONEOS                           |
| 96627 -       | 1999 FW26                | 19 marzo 1999    | LINEAR                           |
| 96628 -       | 1999 FW27                | 19 marzo 1999    | LINEAR                           |
| 96629 -       | 1999 FA29                | 19 marzo 1999    | LINEAR                           |
| 96630 -       | 1999 FY30                | 19 marzo 1999    | LINEAR                           |
| 96631 -       | 1999 FP59                | 23 marzo 1999    | Spacewatch                       |
| 96632 -       | 1999 GE1                 | 6 aprile 1999    | C. W. Juels                      |
| 96633 -       | 1999 GZ1                 | 7 aprile 1999    | LINEAR                           |
| 96634 -       | 1999 GF2                 | 9 aprile 1999    | P. G. Comba                      |
| 96635 -       | 1999 GR4                 | 10 aprile 1999   | K. Korlević                      |
| 96636 -       | 1999 GG7                 | 6 aprile 1999    | LONEOS                           |
| 96637 -       | 1999 GQ7                 | 7 aprile 1999    | LONEOS                           |
| 96638 -       | 1999 GZ8                 | 10 aprile 1999   | LONEOS                           |
| 96639 -       | 1999 GJ9                 | 11 aprile 1999   | LONEOS                           |
| 96640 -       | 1999 GT18                | 15 aprile 1999   | LINEAR                           |
| 96641 -       | 1999 GG22                | 6 aprile 1999    | LINEAR                           |
| 96642 -       | 1999 GN25                | 6 aprile 1999    | LINEAR                           |
| 96643 -       | 1999 GY26                | 7 aprile 1999    | LINEAR                           |
| 96644 -       | 1999 GX30                | 7 aprile 1999    | LINEAR                           |
| 96645 -       | 1999 GB35                | 6 aprile 1999    | LINEAR                           |
| 96646 -       | 1999 GR35                | 7 aprile 1999    | LINEAR                           |
| 96647 -       | 1999 GX35                | 7 aprile 1999    | LINEAR                           |
| 96648 -       | 1999 GZ45                | 12 aprile 1999   | LINEAR                           |
| 96649 -       | 1999 GL59                | 12 aprile 1999   | LINEAR                           |
| 96650 -       | 1999 GX60                | 15 aprile 1999   | LINEAR                           |
| 96651 -       | 1999 GT62                | 12 aprile 1999   | LINEAR                           |
| 96652 -       | 1999 HA                  | 16 aprile 1999   | P. G. Comba                      |
| 96653 -       | 1999 HG9                 | 17 aprile 1999   | LINEAR                           |
| 96654 -       | 1999 JM1                 | 8 maggio 1999    | CSS                              |
| 96655 -       | 1999 JD2                 | 8 maggio 1999    | CSS                              |
| 96656 -       | 1999 JJ2                 | 8 maggio 1999    | CSS                              |
| 96657 -       | 1999 JY5                 | 12 maggio 1999   | LINEAR                           |
| 96658 -       | 1999 JC6                 | 10 maggio 1999   | LINEAR                           |
| 96659 -       | 1999 JO7                 | 8 maggio 1999    | CSS                              |
| 96660 -       | 1999 JN9                 | 8 maggio 1999    | CSS                              |
| 96661 -       | 1999 JT12                | 14 maggio 1999   | CSS                              |
| 96662 -       | 1999 JT13                | 10 maggio 1999   | LINEAR                           |
| 96663 -       | 1999 JZ14                | 12 maggio 1999   | LINEAR                           |
| 96664 -       | 1999 JG15                | 15 maggio 1999   | CSS                              |
| 96665 -       | 1999 JL22                | 10 maggio 1999   | LINEAR                           |
| 96666 -       | 1999 JH23                | 10 maggio 1999   | LINEAR                           |
| 96667 -       | 1999 JJ23                | 10 maggio 1999   | LINEAR                           |
| 96668 -       | 1999 JH24                | 10 maggio 1999   | LINEAR                           |
| 96669 -       | 1999 JS31                | 10 maggio 1999   | LINEAR                           |
| 96670 -       | 1999 JM32                | 10 maggio 1999   | LINEAR                           |
| 96671 -       | 1999 JD33                | 10 maggio 1999   | LINEAR                           |
| 96672 -       | 1999 JG36                | 10 maggio 1999   | LINEAR                           |
| 96673 -       | 1999 JO37                | 10 maggio 1999   | LINEAR                           |
| 96674 -       | 1999 JQ37                | 10 maggio 1999   | LINEAR                           |
| 96675 -       | 1999 JJ40                | 10 maggio 1999   | LINEAR                           |
| 96676 -       | 1999 JL40                | 10 maggio 1999   | LINEAR                           |
| 96677 -       | 1999 JR40                | 10 maggio 1999   | LINEAR                           |
| 96678 -       | 1999 JO41                | 10 maggio 1999   | LINEAR                           |
| 96679 -       | 1999 JW42                | 10 maggio 1999   | LINEAR                           |
| 96680 -       | 1999 JG43                | 10 maggio 1999   | LINEAR                           |
| 96681 -       | 1999 JZ46                | 10 maggio 1999   | LINEAR                           |
| 96682 -       | 1999 JQ48                | 10 maggio 1999   | LINEAR                           |
| 96683 -       | 1999 JO49                | 10 maggio 1999   | LINEAR                           |
| 96684 -       | 1999 JK50                | 10 maggio 1999   | LINEAR                           |
| 96685 -       | 1999 JQ50                | 10 maggio 1999   | LINEAR                           |
| 96686 -       | 1999 JP53                | 10 maggio 1999   | LINEAR                           |
| 96687 -       | 1999 JO64                | 10 maggio 1999   | LINEAR                           |
| 96688 -       | 1999 JY70                | 12 maggio 1999   | LINEAR                           |
| 96689 -       | 1999 JW71                | 12 maggio 1999   | LINEAR                           |
| 96690 -       | 1999 JA73                | 12 maggio 1999   | LINEAR                           |
| 96691 -       | 1999 JH73                | 12 maggio 1999   | LINEAR                           |
| 96692 -       | 1999 JJ73                | 12 maggio 1999   | LINEAR                           |
| 96693 -       | 1999 JO74                | 12 maggio 1999   | LINEAR                           |
| 96694 -       | 1999 JY74                | 12 maggio 1999   | LINEAR                           |
| 96695 -       | 1999 JJ76                | 10 maggio 1999   | LINEAR                           |
| 96696 -       | 1999 JG79                | 13 maggio 1999   | LINEAR                           |
| 96697 -       | 1999 JM79                | 13 maggio 1999   | LINEAR                           |
| 96698 -       | 1999 JA80                | 13 maggio 1999   | LINEAR                           |
| 96699 -       | 1999 JM93                | 12 maggio 1999   | LINEAR                           |
| 96700 -       | 1999 JP93                | 12 maggio 1999   | LINEAR                           |

## 96701-96800
| Nome                | Designazione provvisoria | Data di scoperta  | Scopritore                   |
| ------------------- | ------------------------ | ----------------- | ---------------------------- |
| 96701 -             | 1999 JG105               | 12 maggio 1999    | LINEAR                       |
| 96702 -             | 1999 JT107               | 13 maggio 1999    | LINEAR                       |
| 96703 -             | 1999 JO111               | 13 maggio 1999    | LINEAR                       |
| 96704 -             | 1999 JQ111               | 13 maggio 1999    | LINEAR                       |
| 96705 -             | 1999 JB117               | 13 maggio 1999    | LINEAR                       |
| 96706 -             | 1999 JE119               | 13 maggio 1999    | LINEAR                       |
| 96707 -             | 1999 JQ119               | 13 maggio 1999    | LINEAR                       |
| 96708 -             | 1999 JU126               | 13 maggio 1999    | LINEAR                       |
| 96709 -             | 1999 JK127               | 13 maggio 1999    | LINEAR                       |
| 96710 -             | 1999 JN135               | 12 maggio 1999    | LINEAR                       |
| 96711 -             | 1999 JE138               | 8 maggio 1999     | CSS                          |
| 96712 -             | 1999 KH4                 | 20 maggio 1999    | J. M. Roe                    |
| 96713 -             | 1999 KG5                 | 18 maggio 1999    | Spacewatch                   |
| 96714 -             | 1999 KH6                 | 22 maggio 1999    | Spacewatch                   |
| 96715 -             | 1999 KR7                 | 18 maggio 1999    | LINEAR                       |
| 96716 -             | 1999 KD9                 | 18 maggio 1999    | LINEAR                       |
| 96717 -             | 1999 KG9                 | 18 maggio 1999    | LINEAR                       |
| 96718 -             | 1999 KU11                | 18 maggio 1999    | LINEAR                       |
| 96719 -             | 1999 KO17                | 17 maggio 1999    | LONEOS                       |
| 96720 -             | 1999 LP                  | 4 giugno 1999     | LINEAR                       |
| 96721 -             | 1999 LT                  | 7 giugno 1999     | CSS                          |
| 96722 -             | 1999 LO4                 | 10 giugno 1999    | F. B. Zoltowski              |
| 96723 -             | 1999 LB16                | 12 giugno 1999    | LINEAR                       |
| 96724 -             | 1999 LY20                | 9 giugno 1999     | LINEAR                       |
| 96725 -             | 1999 LA30                | 12 giugno 1999    | Spacewatch                   |
| 96726 -             | 1999 LA31                | 13 giugno 1999    | Spacewatch                   |
| 96727 -             | 1999 LK31                | 12 giugno 1999    | LINEAR                       |
| 96728 -             | 1999 NF7                 | 13 luglio 1999    | LINEAR                       |
| 96729 -             | 1999 NL21                | 14 luglio 1999    | LINEAR                       |
| 96730 -             | 1999 NL23                | 14 luglio 1999    | LINEAR                       |
| 96731 -             | 1999 NP27                | 14 luglio 1999    | LINEAR                       |
| 96732 -             | 1999 NQ27                | 14 luglio 1999    | LINEAR                       |
| 96733 -             | 1999 NO28                | 14 luglio 1999    | LINEAR                       |
| 96734 -             | 1999 NR42                | 14 luglio 1999    | LINEAR                       |
| 96735 -             | 1999 NV43                | 13 luglio 1999    | LINEAR                       |
| 96736 -             | 1999 NA48                | 13 luglio 1999    | LINEAR                       |
| 96737 -             | 1999 NJ48                | 13 luglio 1999    | LINEAR                       |
| 96738 -             | 1999 NQ55                | 12 luglio 1999    | LINEAR                       |
| 96739 -             | 1999 NE56                | 12 luglio 1999    | LINEAR                       |
| 96740 -             | 1999 NW56                | 12 luglio 1999    | LINEAR                       |
| 96741 -             | 1999 NY59                | 13 luglio 1999    | LINEAR                       |
| 96742 -             | 1999 ON                  | 17 luglio 1999    | J. Broughton                 |
| 96743 -             | 1999 OC3                 | 22 luglio 1999    | LINEAR                       |
| 96744 -             | 1999 OW3                 | 18 luglio 1999    | D. J. Tholen, R. J. Whiteley |
| 96745 -             | 1999 PB                  | 2 agosto 1999     | T. Kagawa                    |
| 96746 -             | 1999 PK8                 | 13 agosto 1999    | LONEOS                       |
| 96747 Crespodasilva | 1999 QQ2                 | 16 agosto 1999    | L. Crespo da Silva           |
| 96748 -             | 1999 RE4                 | 5 settembre 1999  | CSS                          |
| 96749 -             | 1999 RF4                 | 5 settembre 1999  | CSS                          |
| 96750 -             | 1999 RK8                 | 4 settembre 1999  | Spacewatch                   |
| 96751 -             | 1999 RY12                | 7 settembre 1999  | LINEAR                       |
| 96752 -             | 1999 RO16                | 7 settembre 1999  | LINEAR                       |
| 96753 -             | 1999 RB17                | 7 settembre 1999  | LINEAR                       |
| 96754 -             | 1999 RF18                | 7 settembre 1999  | LINEAR                       |
| 96755 -             | 1999 RJ19                | 7 settembre 1999  | LINEAR                       |
| 96756 -             | 1999 RD20                | 7 settembre 1999  | LINEAR                       |
| 96757 -             | 1999 RG20                | 7 settembre 1999  | LINEAR                       |
| 96758 -             | 1999 RM21                | 7 settembre 1999  | LINEAR                       |
| 96759 -             | 1999 RE22                | 7 settembre 1999  | LINEAR                       |
| 96760 -             | 1999 RL23                | 7 settembre 1999  | LINEAR                       |
| 96761 -             | 1999 RZ25                | 7 settembre 1999  | LINEAR                       |
| 96762 -             | 1999 RW28                | 7 settembre 1999  | LINEAR                       |
| 96763 -             | 1999 RG30                | 8 settembre 1999  | LINEAR                       |
| 96764 -             | 1999 RY32                | 9 settembre 1999  | S. Donati                    |
| 96765 Poznańuni     | 1999 RS34                | 10 settembre 1999 | P. Pravec, P. Kušnirák       |
| 96766 -             | 1999 RA35                | 10 settembre 1999 | J. Skvarc                    |
| 96767 -             | 1999 RP40                | 7 settembre 1999  | LINEAR                       |
| 96768 -             | 1999 RH50                | 7 settembre 1999  | LINEAR                       |
| 96769 -             | 1999 RC51                | 7 settembre 1999  | LINEAR                       |
| 96770 -             | 1999 RF54                | 7 settembre 1999  | LINEAR                       |
| 96771 -             | 1999 RP56                | 7 settembre 1999  | LINEAR                       |
| 96772 -             | 1999 RL57                | 8 settembre 1999  | Spacewatch                   |
| 96773 -             | 1999 RJ60                | 7 settembre 1999  | LINEAR                       |
| 96774 -             | 1999 RG68                | 7 settembre 1999  | LINEAR                       |
| 96775 -             | 1999 RL73                | 7 settembre 1999  | LINEAR                       |
| 96776 -             | 1999 RM78                | 7 settembre 1999  | LINEAR                       |
| 96777 -             | 1999 RB80                | 7 settembre 1999  | LINEAR                       |
| 96778 -             | 1999 RT81                | 7 settembre 1999  | LINEAR                       |
| 96779 -             | 1999 RX82                | 7 settembre 1999  | LINEAR                       |
| 96780 -             | 1999 RE83                | 7 settembre 1999  | LINEAR                       |
| 96781 -             | 1999 RM86                | 7 settembre 1999  | LINEAR                       |
| 96782 -             | 1999 RM95                | 7 settembre 1999  | LINEAR                       |
| 96783 -             | 1999 RS97                | 7 settembre 1999  | LINEAR                       |
| 96784 -             | 1999 RP101               | 8 settembre 1999  | LINEAR                       |
| 96785 -             | 1999 RL102               | 8 settembre 1999  | LINEAR                       |
| 96786 -             | 1999 RN103               | 8 settembre 1999  | LINEAR                       |
| 96787 -             | 1999 RX104               | 8 settembre 1999  | LINEAR                       |
| 96788 -             | 1999 RU105               | 8 settembre 1999  | LINEAR                       |
| 96789 -             | 1999 RB107               | 8 settembre 1999  | LINEAR                       |
| 96790 -             | 1999 RW109               | 8 settembre 1999  | LINEAR                       |
| 96791 -             | 1999 RL110               | 8 settembre 1999  | LINEAR                       |
| 96792 -             | 1999 RO110               | 8 settembre 1999  | LINEAR                       |
| 96793 -             | 1999 RV110               | 8 settembre 1999  | LINEAR                       |
| 96794 -             | 1999 RP120               | 9 settembre 1999  | LINEAR                       |
| 96795 -             | 1999 RY123               | 9 settembre 1999  | LINEAR                       |
| 96796 -             | 1999 RQ124               | 9 settembre 1999  | LINEAR                       |
| 96797 -             | 1999 RT124               | 9 settembre 1999  | LINEAR                       |
| 96798 -             | 1999 RH127               | 9 settembre 1999  | LINEAR                       |
| 96799 -             | 1999 RQ127               | 9 settembre 1999  | LINEAR                       |
| 96800 -             | 1999 RY127               | 9 settembre 1999  | LINEAR                       |

## 96801-96900
| Nome              | Designazione provvisoria | Data di scoperta  | Scopritore                       |
| ----------------- | ------------------------ | ----------------- | -------------------------------- |
| 96801 -           | 1999 RC131               | 9 settembre 1999  | LINEAR                           |
| 96802 -           | 1999 RC134               | 9 settembre 1999  | LINEAR                           |
| 96803 -           | 1999 RH134               | 9 settembre 1999  | LINEAR                           |
| 96804 -           | 1999 RD137               | 9 settembre 1999  | LINEAR                           |
| 96805 -           | 1999 RR138               | 9 settembre 1999  | LINEAR                           |
| 96806 -           | 1999 RU142               | 9 settembre 1999  | LINEAR                           |
| 96807 -           | 1999 RK143               | 9 settembre 1999  | LINEAR                           |
| 96808 -           | 1999 RS148               | 9 settembre 1999  | LINEAR                           |
| 96809 -           | 1999 RV150               | 9 settembre 1999  | LINEAR                           |
| 96810 -           | 1999 RZ156               | 9 settembre 1999  | LINEAR                           |
| 96811 -           | 1999 RM157               | 9 settembre 1999  | LINEAR                           |
| 96812 -           | 1999 RZ161               | 9 settembre 1999  | LINEAR                           |
| 96813 -           | 1999 RP163               | 9 settembre 1999  | LINEAR                           |
| 96814 -           | 1999 RS163               | 9 settembre 1999  | LINEAR                           |
| 96815 -           | 1999 RN164               | 9 settembre 1999  | LINEAR                           |
| 96816 -           | 1999 RZ164               | 9 settembre 1999  | LINEAR                           |
| 96817 -           | 1999 RK166               | 9 settembre 1999  | LINEAR                           |
| 96818 -           | 1999 RW171               | 9 settembre 1999  | LINEAR                           |
| 96819 -           | 1999 RS175               | 9 settembre 1999  | LINEAR                           |
| 96820 -           | 1999 RY176               | 9 settembre 1999  | LINEAR                           |
| 96821 -           | 1999 RU180               | 9 settembre 1999  | LINEAR                           |
| 96822 -           | 1999 RY180               | 9 settembre 1999  | LINEAR                           |
| 96823 -           | 1999 RK181               | 9 settembre 1999  | LINEAR                           |
| 96824 -           | 1999 RA182               | 9 settembre 1999  | LINEAR                           |
| 96825 -           | 1999 RA185               | 9 settembre 1999  | LINEAR                           |
| 96826 -           | 1999 RQ185               | 9 settembre 1999  | LINEAR                           |
| 96827 -           | 1999 RE186               | 9 settembre 1999  | LINEAR                           |
| 96828 -           | 1999 RT187               | 9 settembre 1999  | LINEAR                           |
| 96829 -           | 1999 RW187               | 9 settembre 1999  | LINEAR                           |
| 96830 -           | 1999 RW189               | 9 settembre 1999  | LINEAR                           |
| 96831 -           | 1999 RU194               | 8 settembre 1999  | LINEAR                           |
| 96832 -           | 1999 RE195               | 8 settembre 1999  | LINEAR                           |
| 96833 -           | 1999 RL195               | 8 settembre 1999  | LINEAR                           |
| 96834 -           | 1999 RG199               | 7 settembre 1999  | LINEAR                           |
| 96835 -           | 1999 RZ199               | 8 settembre 1999  | LINEAR                           |
| 96836 -           | 1999 RU200               | 8 settembre 1999  | LINEAR                           |
| 96837 -           | 1999 RC202               | 8 settembre 1999  | LINEAR                           |
| 96838 -           | 1999 RQ202               | 8 settembre 1999  | LINEAR                           |
| 96839 -           | 1999 RW202               | 8 settembre 1999  | LINEAR                           |
| 96840 -           | 1999 RQ203               | 8 settembre 1999  | LINEAR                           |
| 96841 -           | 1999 RP205               | 8 settembre 1999  | LINEAR                           |
| 96842 -           | 1999 RH208               | 8 settembre 1999  | LINEAR                           |
| 96843 -           | 1999 RN209               | 8 settembre 1999  | LINEAR                           |
| 96844 -           | 1999 RO209               | 8 settembre 1999  | LINEAR                           |
| 96845 -           | 1999 RU209               | 8 settembre 1999  | LINEAR                           |
| 96846 -           | 1999 RC211               | 8 settembre 1999  | LINEAR                           |
| 96847 -           | 1999 RS211               | 8 settembre 1999  | LINEAR                           |
| 96848 -           | 1999 RL221               | 5 settembre 1999  | LONEOS                           |
| 96849 -           | 1999 RC224               | 7 settembre 1999  | LONEOS                           |
| 96850 -           | 1999 RR225               | 3 settembre 1999  | Spacewatch                       |
| 96851 -           | 1999 RE229               | 7 settembre 1999  | LONEOS                           |
| 96852 -           | 1999 RW235               | 8 settembre 1999  | CSS                              |
| 96853 -           | 1999 RQ236               | 8 settembre 1999  | CSS                              |
| 96854 -           | 1999 RD238               | 8 settembre 1999  | CSS                              |
| 96855 -           | 1999 RK238               | 8 settembre 1999  | CSS                              |
| 96856 -           | 1999 RX238               | 8 settembre 1999  | CSS                              |
| 96857 -           | 1999 RQ242               | 4 settembre 1999  | LONEOS                           |
| 96858 -           | 1999 SY1                 | 18 settembre 1999 | LINEAR                           |
| 96859 -           | 1999 SE2                 | 18 settembre 1999 | LINEAR                           |
| 96860 -           | 1999 SG2                 | 22 settembre 1999 | K. Korlević                      |
| 96861 -           | 1999 SC6                 | 30 settembre 1999 | LINEAR                           |
| 96862 -           | 1999 SE7                 | 29 settembre 1999 | LINEAR                           |
| 96863 -           | 1999 SE8                 | 29 settembre 1999 | LINEAR                           |
| 96864 -           | 1999 SK9                 | 29 settembre 1999 | LINEAR                           |
| 96865 -           | 1999 SA10                | 30 settembre 1999 | LINEAR                           |
| 96866 -           | 1999 SV12                | 30 settembre 1999 | LINEAR                           |
| 96867 -           | 1999 SA13                | 30 settembre 1999 | LINEAR                           |
| 96868 -           | 1999 SH15                | 30 settembre 1999 | CSS                              |
| 96869 -           | 1999 SD19                | 30 settembre 1999 | LINEAR                           |
| 96870 -           | 1999 SB21                | 30 settembre 1999 | Spacewatch                       |
| 96871 -           | 1999 ST21                | 18 settembre 1999 | LINEAR                           |
| 96872 -           | 1999 TC2                 | 2 ottobre 1999    | C. W. Juels                      |
| 96873 -           | 1999 TH4                 | 3 ottobre 1999    | LINEAR                           |
| 96874 -           | 1999 TF8                 | 6 ottobre 1999    | C. W. Juels                      |
| 96875 -           | 1999 TE10                | 8 ottobre 1999    | P. G. Comba                      |
| 96876 Andreamanna | 1999 TY10                | 7 ottobre 1999    | S. Sposetti                      |
| 96877 -           | 1999 TF13                | 10 ottobre 1999   | T. Urata                         |
| 96878 -           | 1999 TE16                | 11 ottobre 1999   | Črni Vrh                         |
| 96879 -           | 1999 TG16                | 11 ottobre 1999   | S. Donati                        |
| 96880 -           | 1999 TD18                | 10 ottobre 1999   | BAO Schmidt CCD Asteroid Program |
| 96881 -           | 1999 TD21                | 3 ottobre 1999    | LINEAR                           |
| 96882 -           | 1999 TQ23                | 3 ottobre 1999    | Spacewatch                       |
| 96883 -           | 1999 TA24                | 4 ottobre 1999    | Spacewatch                       |
| 96884 -           | 1999 TP25                | 3 ottobre 1999    | LINEAR                           |
| 96885 -           | 1999 TK26                | 3 ottobre 1999    | LINEAR                           |
| 96886 -           | 1999 TT26                | 3 ottobre 1999    | LINEAR                           |
| 96887 -           | 1999 TB32                | 4 ottobre 1999    | LINEAR                           |
| 96888 -           | 1999 TH34                | 1 ottobre 1999    | CSS                              |
| 96889 -           | 1999 TQ35                | 4 ottobre 1999    | LINEAR                           |
| 96890 -           | 1999 TE36                | 3 ottobre 1999    | LONEOS                           |
| 96891 -           | 1999 TC37                | 13 ottobre 1999   | LONEOS                           |
| 96892 -           | 1999 TY38                | 3 ottobre 1999    | CSS                              |
| 96893 -           | 1999 TM39                | 3 ottobre 1999    | CSS                              |
| 96894 -           | 1999 TV40                | 5 ottobre 1999    | CSS                              |
| 96895 -           | 1999 TY40                | 5 ottobre 1999    | CSS                              |
| 96896 -           | 1999 TM43                | 3 ottobre 1999    | Spacewatch                       |
| 96897 -           | 1999 TJ56                | 6 ottobre 1999    | Spacewatch                       |
| 96898 -           | 1999 TV58                | 6 ottobre 1999    | Spacewatch                       |
| 96899 -           | 1999 TB59                | 6 ottobre 1999    | Spacewatch                       |
| 96900 -           | 1999 TC69                | 9 ottobre 1999    | Spacewatch                       |

## 96901-97000
| Nome    | Designazione provvisoria | Data di scoperta | Scopritore |
| ------- | ------------------------ | ---------------- | ---------- |
| 96901 - | 1999 TM70                | 9 ottobre 1999   | Spacewatch |
| 96902 - | 1999 TH81                | 11 ottobre 1999  | Spacewatch |
| 96903 - | 1999 TJ83                | 12 ottobre 1999  | Spacewatch |
| 96904 - | 1999 TN95                | 2 ottobre 1999   | LINEAR     |
| 96905 - | 1999 TT95                | 2 ottobre 1999   | LINEAR     |
| 96906 - | 1999 TJ98                | 2 ottobre 1999   | LINEAR     |
| 96907 - | 1999 TC99                | 2 ottobre 1999   | LINEAR     |
| 96908 - | 1999 TP99                | 2 ottobre 1999   | LINEAR     |
| 96909 - | 1999 TC101               | 2 ottobre 1999   | LINEAR     |
| 96910 - | 1999 TX102               | 2 ottobre 1999   | LINEAR     |
| 96911 - | 1999 TY102               | 2 ottobre 1999   | LINEAR     |
| 96912 - | 1999 TB103               | 2 ottobre 1999   | LINEAR     |
| 96913 - | 1999 TO103               | 3 ottobre 1999   | LINEAR     |
| 96914 - | 1999 TP103               | 3 ottobre 1999   | LINEAR     |
| 96915 - | 1999 TC105               | 3 ottobre 1999   | LINEAR     |
| 96916 - | 1999 TL107               | 4 ottobre 1999   | LINEAR     |
| 96917 - | 1999 TD113               | 4 ottobre 1999   | LINEAR     |
| 96918 - | 1999 TJ113               | 4 ottobre 1999   | LINEAR     |
| 96919 - | 1999 TU113               | 4 ottobre 1999   | LINEAR     |
| 96920 - | 1999 TD116               | 4 ottobre 1999   | LINEAR     |
| 96921 - | 1999 TN117               | 4 ottobre 1999   | LINEAR     |
| 96922 - | 1999 TO118               | 4 ottobre 1999   | LINEAR     |
| 96923 - | 1999 TM121               | 4 ottobre 1999   | LINEAR     |
| 96924 - | 1999 TV122               | 4 ottobre 1999   | LINEAR     |
| 96925 - | 1999 TX125               | 4 ottobre 1999   | LINEAR     |
| 96926 - | 1999 TD126               | 4 ottobre 1999   | LINEAR     |
| 96927 - | 1999 TX126               | 15 ottobre 1999  | LINEAR     |
| 96928 - | 1999 TU128               | 6 ottobre 1999   | LINEAR     |
| 96929 - | 1999 TW128               | 6 ottobre 1999   | LINEAR     |
| 96930 - | 1999 TD129               | 6 ottobre 1999   | LINEAR     |
| 96931 - | 1999 TR129               | 6 ottobre 1999   | LINEAR     |
| 96932 - | 1999 TG130               | 6 ottobre 1999   | LINEAR     |
| 96933 - | 1999 TV130               | 6 ottobre 1999   | LINEAR     |
| 96934 - | 1999 TC132               | 6 ottobre 1999   | LINEAR     |
| 96935 - | 1999 TJ135               | 6 ottobre 1999   | LINEAR     |
| 96936 - | 1999 TW140               | 6 ottobre 1999   | LINEAR     |
| 96937 - | 1999 TY140               | 6 ottobre 1999   | LINEAR     |
| 96938 - | 1999 TQ146               | 7 ottobre 1999   | LINEAR     |
| 96939 - | 1999 TW146               | 7 ottobre 1999   | LINEAR     |
| 96940 - | 1999 TX149               | 7 ottobre 1999   | LINEAR     |
| 96941 - | 1999 TF153               | 7 ottobre 1999   | LINEAR     |
| 96942 - | 1999 TQ154               | 7 ottobre 1999   | LINEAR     |
| 96943 - | 1999 TE157               | 9 ottobre 1999   | LINEAR     |
| 96944 - | 1999 TK161               | 9 ottobre 1999   | LINEAR     |
| 96945 - | 1999 TB163               | 9 ottobre 1999   | LINEAR     |
| 96946 - | 1999 TT163               | 9 ottobre 1999   | LINEAR     |
| 96947 - | 1999 TD167               | 10 ottobre 1999  | LINEAR     |
| 96948 - | 1999 TB168               | 10 ottobre 1999  | LINEAR     |
| 96949 - | 1999 TG170               | 10 ottobre 1999  | LINEAR     |
| 96950 - | 1999 TU171               | 10 ottobre 1999  | LINEAR     |
| 96951 - | 1999 TC173               | 10 ottobre 1999  | LINEAR     |
| 96952 - | 1999 TP174               | 10 ottobre 1999  | LINEAR     |
| 96953 - | 1999 TY175               | 10 ottobre 1999  | LINEAR     |
| 96954 - | 1999 TU176               | 10 ottobre 1999  | LINEAR     |
| 96955 - | 1999 TP177               | 10 ottobre 1999  | LINEAR     |
| 96956 - | 1999 TS183               | 12 ottobre 1999  | LINEAR     |
| 96957 - | 1999 TZ183               | 12 ottobre 1999  | LINEAR     |
| 96958 - | 1999 TM184               | 12 ottobre 1999  | LINEAR     |
| 96959 - | 1999 TT184               | 12 ottobre 1999  | LINEAR     |
| 96960 - | 1999 TV184               | 12 ottobre 1999  | LINEAR     |
| 96961 - | 1999 TZ184               | 12 ottobre 1999  | LINEAR     |
| 96962 - | 1999 TK185               | 12 ottobre 1999  | LINEAR     |
| 96963 - | 1999 TR186               | 12 ottobre 1999  | LINEAR     |
| 96964 - | 1999 TF187               | 12 ottobre 1999  | LINEAR     |
| 96965 - | 1999 TC188               | 12 ottobre 1999  | LINEAR     |
| 96966 - | 1999 TG188               | 12 ottobre 1999  | LINEAR     |
| 96967 - | 1999 TG189               | 12 ottobre 1999  | LINEAR     |
| 96968 - | 1999 TP189               | 12 ottobre 1999  | LINEAR     |
| 96969 - | 1999 TE190               | 12 ottobre 1999  | LINEAR     |
| 96970 - | 1999 TO192               | 12 ottobre 1999  | LINEAR     |
| 96971 - | 1999 TB193               | 12 ottobre 1999  | LINEAR     |
| 96972 - | 1999 TE193               | 12 ottobre 1999  | LINEAR     |
| 96973 - | 1999 TN193               | 12 ottobre 1999  | LINEAR     |
| 96974 - | 1999 TL194               | 12 ottobre 1999  | LINEAR     |
| 96975 - | 1999 TA197               | 12 ottobre 1999  | LINEAR     |
| 96976 - | 1999 TG197               | 12 ottobre 1999  | LINEAR     |
| 96977 - | 1999 TH197               | 12 ottobre 1999  | LINEAR     |
| 96978 - | 1999 TW197               | 12 ottobre 1999  | LINEAR     |
| 96979 - | 1999 TZ197               | 12 ottobre 1999  | LINEAR     |
| 96980 - | 1999 TM198               | 12 ottobre 1999  | LINEAR     |
| 96981 - | 1999 TB201               | 13 ottobre 1999  | LINEAR     |
| 96982 - | 1999 TA209               | 14 ottobre 1999  | LINEAR     |
| 96983 - | 1999 TH210               | 14 ottobre 1999  | LINEAR     |
| 96984 - | 1999 TT211               | 15 ottobre 1999  | LINEAR     |
| 96985 - | 1999 TT212               | 15 ottobre 1999  | LINEAR     |
| 96986 - | 1999 TK213               | 15 ottobre 1999  | LINEAR     |
| 96987 - | 1999 TS213               | 15 ottobre 1999  | LINEAR     |
| 96988 - | 1999 TP214               | 15 ottobre 1999  | LINEAR     |
| 96989 - | 1999 TA215               | 15 ottobre 1999  | LINEAR     |
| 96990 - | 1999 TQ215               | 15 ottobre 1999  | LINEAR     |
| 96991 - | 1999 TW216               | 15 ottobre 1999  | LINEAR     |
| 96992 - | 1999 TM217               | 15 ottobre 1999  | LINEAR     |
| 96993 - | 1999 TW219               | 1 ottobre 1999   | CSS        |
| 96994 - | 1999 TB220               | 1 ottobre 1999   | CSS        |
| 96995 - | 1999 TH220               | 1 ottobre 1999   | CSS        |
| 96996 - | 1999 TY220               | 2 ottobre 1999   | LONEOS     |
| 96997 - | 1999 TF225               | 2 ottobre 1999   | Spacewatch |
| 96998 - | 1999 TX225               | 2 ottobre 1999   | Spacewatch |
| 96999 - | 1999 TB230               | 3 ottobre 1999   | LINEAR     |
| 97000 - | 1999 TB233               | 7 ottobre 1999   | CSS        |